# Schlagles (Gemeinde Waidhofen)
Schlagles ist eine Ortschaft und eine Katastralgemeinde der Gemeinde Waidhofen an der Thaya im Bezirk Waidhofen an der Thaya in Niederösterreich mit 17 Einwohnern (Stand 1. Jänner 2024).

## Geografie
Das kleine Dorf befindet sich nordwestlich von Waidhofen und wird vom Pucher Bach durchströmt, der danach in den Sommeraubach einfließt. Außen am Ort vorüber führt die Landesstraße L59, von der man in den Ort abzweigt. Am 1. April 2020 umfasste die Ortschaft 14 Adressen.

## Geschichte
Die Bewohner waren gering bestiftete Landbauern oder Kleinhäusler, berichtete Schweickhardt, deren karge Böden überwiegend nur Korn, Hafer und Erdäpfel hervorbrachten, und selten auch für Weizen, Gerste, Kraut und Rüben geeignet waren. Auch die Viehzucht wer unbedeutend. Im Jahr 1822 wurde der Ort als Dorf mit 16 Häusern genannt, das nach Puch eingepfarrt war, wohin auch die Kinder eingeschult wurden. Die Herrschaft Karlstein besaß die Ortsobrigkeit, übte die Landgerichtsbarkeit aus und besorgte die Konskription. Die Untertanen und Grundholde des Ortes gehörten der Herrschaft Karlstein sowie den Pfarren in Waidhofen, Raabs und Puch. Laut Adressbuch von Österreich waren im Jahr 1938 in Schlagles mehrere Landwirte mit Ab-Hof-Verkauf ansässig.

## Siedlungsentwicklung
Zum Jahreswechsel 1979/1980 befanden sich in der Katastralgemeinde Schlagles insgesamt 19 Bauflächen mit 10.126 m² und 21 Gärten auf 17.686 m², 1989/1990 gab es 15 Bauflächen. 1999/2000 war die Zahl der Bauflächen auf 27 angewachsen und 2009/2010 bestanden 16 Gebäude auf 27 Bauflächen.

## Bodennutzung
Die Katastralgemeinde ist landwirtschaftlich geprägt. 120 Hektar wurden zum Jahreswechsel 1979/1980 landwirtschaftlich genutzt und 19 Hektar waren forstwirtschaftlich geführte Waldflächen. 1999/2000 wurde auf 117 Hektar Landwirtschaft betrieben und 21 Hektar waren als forstwirtschaftlich genutzte Flächen ausgewiesen. Ende 2018 waren 113 Hektar als landwirtschaftliche Flächen genutzt und Forstwirtschaft wurde auf 21 Hektar betrieben. Die durchschnittliche Bodenklimazahl von Schlagles beträgt 29,4 (Stand 2010).